# Colleyville (Teksas)
Colleyville je grad u američkoj saveznoj državi Teksas. Prema popisu stanovništva iz 2010. u njemu je živjelo 22.807 stanovnika.